# جنيفر تومسون
جنيفر تومسون (بالإنجليزية: Jennifer Thomson)‏ هي عالمة أحياء دقيقة جنوب أفريقية، ولدت في 16 يونيو 1947 في كيب تاون في جنوب أفريقيا.